# Zamczysko (grodzisko w Podegrodziu)

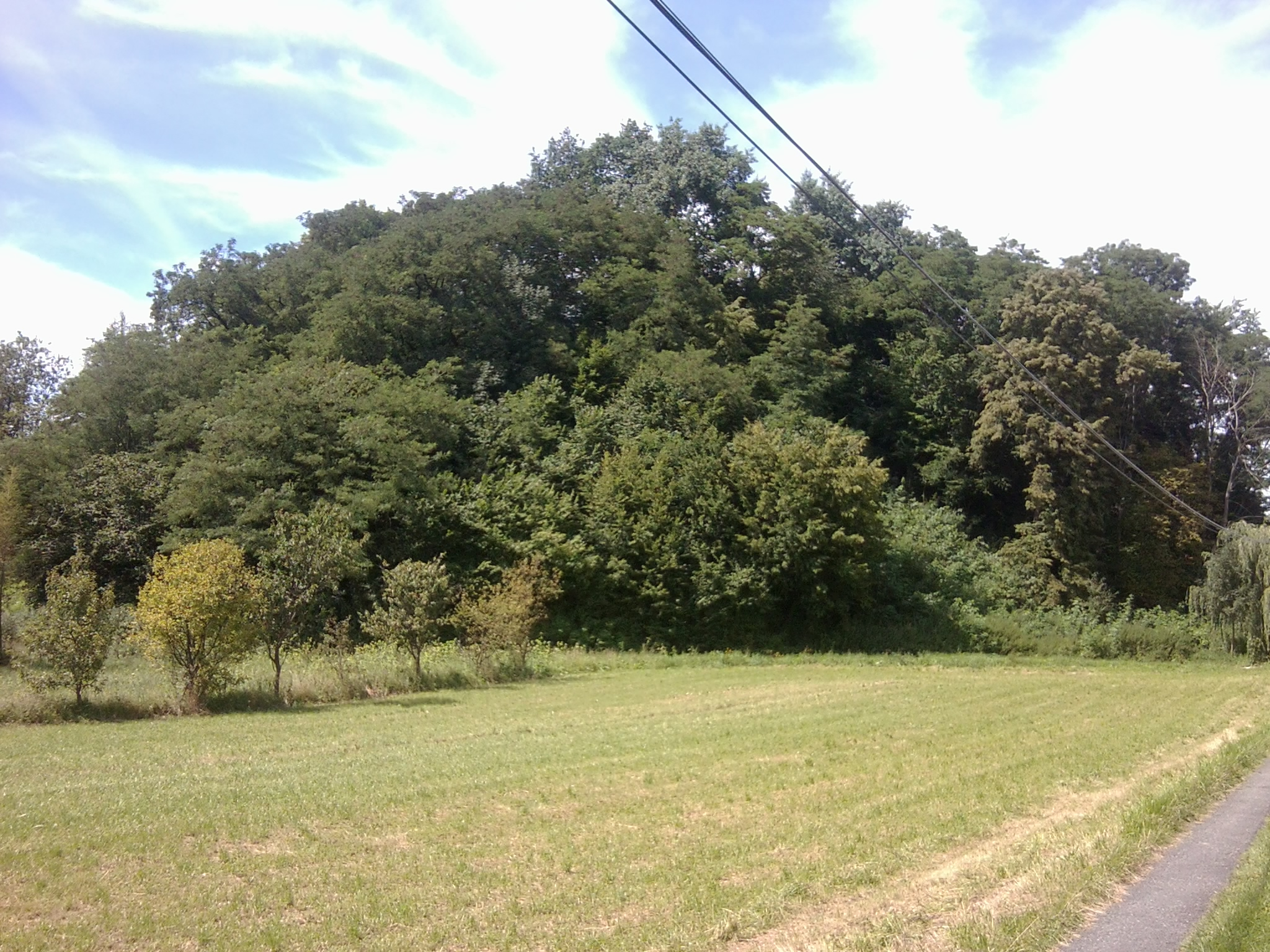
Wzgórze, na którym istniał gród

Zamczysko – grodzisko wczesnośredniowieczne i stanowisko archeologiczne położone w zachodniej części Podegrodzia, na niewielkim cyplu, wcinającym się w dolinę Dunajca. Jego całkowita powierzchnia wynosi 0,25 ha. Badane w latach 50. i 60. przez trzy ekipy Instytutu Archeologii Uniwersytetu Jagiellońskiego oraz w 1991 ekipa dr. Jacka Poleskiego, również z IA UJ.
Gród otoczony był pojedynczym wałem, biegnącym bezpośrednio przy krawędzi wypłaszczenia szczytowego wzgórza. W trakcie budowy grodu jego teren prawie w całości wyrównano, wykorzystując pozyskaną wówczas ziemię jako materiał do wypełniania skrzyń wału i wznoszenia nasypu jego zachodniego odcinka. Jego podstawę tworzył szaniec ziemny o podstawie szerokości ponad 7 m. Na nim wznosiła się drewniano-ziemna konstrukcja przedpiersia. Wysokość tego odcinka wału przekraczała 5 m. Natomiast północny, wschodni i południowy wzniesione były w konstrukcji skrzyniowej (prawdopodobnie zrębowej). Szerokość wału (na wszystkich odcinkach) wynosiła około 5 m.
W warstwach i obiektach na stanowisku odkryto niezbyt liczne fragmenty naczyń, które prawdopodobnie pochodzą z epoki brązu i wczesnej epoki żelaza. Na zachodnim stoku wzgórza natrafiono na 3 obiekty kultury puchowskiej. Pozostałe warstwy i obiekty na stanowisku wiązały się z osadnictwem wczesnośredniowiecznym. W kilku miejscach pod wałem grodziska natrafiono na obiekty i warstwy, które powstały jeszcze przed rozpoczęciem budowy umocnień. Na majdanie grodu odkryto kilkadziesiąt dołków po słupach i kilkanaście jam, jednak nie są one pozostałościami budynków mieszkalnych. Podczas prac archeologicznych odkopano również rów łącznikowy z I wojny światowej.
Przedmioty znalezione podczas prac archeologicznych:
- ceramika lepiona ręcznie, pochodząca z okresu rzymskiego
- grot strzały z trzpieniem i rombowym liściem
- gliniany przęślik
- żelazny przedmiot podobny do prymitywnego świdra

Analiza porównawcza ceramiki z warstw i obiektów związanych z okresem funkcjonowania grodu wskazuje, iż powstał on najprawdopodobniej w XI w. Natomiast istnienie grodu kończy gwałtowny pożar pod koniec XII w. Po pożarze grodu na „Zamczysku” centrum osadnicze przesuwa się o kilkaset metrów na południe, na wzgórze „Grobla”, gdzie powstaje nowy gród.
Istnieją legendy mówiące, że na Zamczysku ma istnieć loch, do którego prowadzą żelazne drzwi. Nie natrafiono jednak na żaden ślad potwierdzający to podanie ludowe.
Według etymologów słowo zamczysko jest pochodzenia kulturowego i oznacza miejsce, na którym znajdował się zamek, grodzisko.